# 손지원
손지원(1977년 8월 29일 ~ )은 대한민국의 배우이자 연극배우이고 뮤지컬배우이다. 그녀의 어머니 김성녀도 배우이자 대학교수이다.

## 연극&뮤지컬
- 2009년 눈속을 걸어서
- 2009년 사카테요지 페스티벌 - 다락방
- 2009년 맘마미아 - 소피 역
- 2001년 스텔라 연극작가를 찾는 6인의 등장인물
- 2001년 뮤지컬미스 사이공
- 2001년 뮤지컬그리스
- 2001년 뮤지컬브로드웨이 42번가
- 2001년 뮤지컬사랑은 비를 타고

## 가족 관계
- 아버지: 손진책 (1947년 11월 18일~)
- 어머니: 김성녀 (1950년 9월 16일~)
- 외할머니: 박옥진 (1935년 ~ 2004년 9월 30일~)
- 외삼촌: 김성일 (1962년~)